# まつゆう*
まつゆう*（1978年8月4日 - ）は、日本のタレント、プランナー、ブロガー、クリエイター、モデル。
モデルユニット「チェルシー」のリーダー。かつては本名の松丸 祐子名義で活動。CMモデル時代にはスペースクラフトに所属し、モエ・ジャパンへの所属を経て株式会社Wに所属。

## 来歴
中学校在学中に小学館『プチセブン』のモデルコンテストで入賞し、モデルデビュー。同誌モデル時代の同期にほしのあきなどがいる。モデル時代に「なにか面白いことしたい」とモデル仲間のよしけいと妹でモデルのミズタマを誘い、1998年11月22日にアートユニット「chelucy（チェルシー）」を結成し、リーダーを務める。姓名判断で「まつゆう」から一画増やした方が良いとアドバイスを受けた結果「*」を末尾に足した（「*」は一画の扱い）。
自身のTwitterアイコンのアヒル口についてTwitter上でファンと盛り上がり、「書籍化したいので、だれかよろしくー」とツイートしたところ、マガジンハウスからオファーがあり、2010年4月3日に『ツイッターで人気爆発！みんな大好きアヒル口』が出版された。
また、ブログサービス「ヤプログ！」のプロデューサー、プランナー、デザイナーなどとして活動。2012年には、イヴ・サンローラン・ボーテ、老舗ジュエラー・ブシュロンの仕事を請けた。

## 愛犬
ヨークシャーテリアのフーニーで、正式名称は「フーニー・ミルクティ・ミミ＝プリンセス・ビスケット・プティット・ガルル」。性別は女の子。

## 出演

### CF
- サークルK（1995年）
- サントリー C.C.レモン（1995年）（岡田義徳の彼女役）
- 大塚食品 ビタミンジャム（1996年）（三姉妹編の長女役）
- NTT キャッチホン2（1996年）
- ナムコ スマッシュコート（1996年）
- アトラス 峠MAX（1997年）
- 河合塾（1998年）

### 映画
- リング（1998年）
- カクト（2003年）
- 大奥 (2010年)
- ヘルタースケルター（2012年）

### ドラマ
- 学校の怪談R（1996年、関西テレビ）

### テレビ
- オトナになりたい（1995年、名古屋テレビ）
- TK MUSIC CLAMP（1996年、フジテレビ）
- ミックスパイください（1997年、中部日本放送）
- HEY!HEY!HEY!（2000年、フジテレビ）
- デジタルスタジアム（2000年、NHK BS1）
- 映画大王（2001年-2002年、BSフジ）
- GIRL POP FACTORY（2005年、フジテレビ）
- ウキ→ビジュ（2005年-、中京テレビ）
- 東京カワイイ★TV（2012年-、NHK）
- weekend Hips（2013年、東京MX）

### USTREAM番組
- 渋谷なう！ (2010年-)
- 生シネ (2010年-、2011年10月17日放送分までは『生シネスク』名で放送、翌週より『生シネ』に変更)
- まつゆう*の「MiMi」 (2010年-)

## 著書
- チェルシーのおしゃれ入門 （河出書房新社・2004年6月） ISBN 4309267459
- *ツイッターで人気爆発* みんな大好きアヒル口 （マガジンハウス・2010年4月） ISBN 4838720823
- まつゆう*のゆるゆるtwitter入門 （マガジンハウス・2010年10月） ISBN 483872117X
- iPhoneキレイ撮りカメラ入門 （小学館・2012年2月） ISBN 4091032230
- できるポケット　LINE 公式ガイド スマートに使いこなす基本＆活用ワザ 100（インプレスジャパン・2012年6月）　ISBN 978-4-8443-3215-2
- まつゆう*をつくる38の事柄 （光文社 2017年3月） ISBN 4334979130